# ISO 3103
ISO 3103 – standard opublikowany przez Międzynarodową Organizację Standaryzacyjną ISO (International Organization for Standardization). Opisuje standaryzowaną metodę zaparzania herbaty do celów badań organoleptycznych. Wydany w roku 1980 jako BS 6008:1980 przez Komitet Techniczny ISO nr 34 (produkty żywnościowe), podkomitet nr 8 (herbata) – ang. ISO Technical Committee 34 (Food products), Sub-Committee 8 (Tea). Standard ten w skrócie mówi:
Metoda polega na ekstrakcji rozpuszczalnych substancji z suszonych liści herbaty, znajdujących się w porcelanowym lub ceramicznym dzbanku drogą zalewania świeżo zagotowaną wodą, a następnie przelaniu naparu do białej porcelanowej lub ceramicznej miseczki oraz badaniu organoleptycznym poddanego zaparzaniu liścia i roztworu, z dodatkiem mleka lub bez.
Standard ten nie ma na celu zdefiniowania jedynie poprawnej metody zaparzania herbaty, ale raczej określa, jak należy parzyć herbatę używaną w testach smakowych. Przykładowym takim badaniem jest test smakowy mający za cel wybranie konkretnego zbioru herbaty i, w zależności od określenia smaku parzonego napoju, przydzielenie jej do konkretnego gatunku handlowego. Smak herbaty może się nieznacznie zmieniać w zależności od położenia pola uprawnego, roku i daty zbioru i innych tego typu czynników.
Standard nakazuje zalanie liści herbaty gotującą się wodą i odczekanie 6 minut (potrzebnych na jej dokładne zaparzenie) przed degustacją. Określone są także dokładne wymiary naczyń i ilości użytych składników napoju.

## Inne podobne standardy
W roku 2003 Królewskie Towarzystwo Chemiczne (ang. Royal Society of Chemistry) w Wielkiej Brytanii opublikowało nowe wydanie przepisu standaryzacyjnego zatytułowanego „Jak zaparzyć idealną filiżankę herbaty” (ang. How to make a Perfect Cup of Tea).